# کایل آو لاکالش
کایل آو لاکالش (به انگلیسی: Kyle of Lochalsh) یک روستا در بریتانیا است که در هایلند واقع شده‌است. کایل آو لاکالش ۷۳۹ نفر جمعیت دارد.